# Егіна

Прапор острова

Егі́на (грец. Αίγινα) — муніципалітет в Греції, один із Саронічних островів в Егейському морі (первісна назва Енопія), на який Зевс приніс німфу Егіну. Відтоді острів став зватися її ім'ям. За переказом, на острові жили мірмідонці.

## Географія
Егіна має приблизно трикутну форму, приблизно 15 км (9,3 милі) зі сходу на захід і 10 км (6,2 милі) з півночі на південь, площею 87,41 км 2 (33,75 кв. м).Згаслий вулкан становить дві третини Егіни. У північній і західній стороні складається з кам'янистих, але родючих рівнин, які добре окультурені і дають великий урожай зерна, винограду, мигдаля, оливок і інжиру, але найхарактернішою культурою Егіна є фісташки. Економічно важливими є рибальство. Південна вулканічна частина острова міцна і гірська, і в основному безплідна. Найвищий її підйом — це конічна гора Орос (531 м) на півдні, а Панжельський хребет простирається на північ з вузькими родючими долинами з обох боків.
Пляжі також є популярною туристичною пам'яткою. Пароплав із порту Пірея займає всього сорок хвилин, щоб дістатися до Егіна; Регулярний пором займає близько години, з цінами на квитки для дорослих в межах 4-15 євро. Є регулярні автобуси від міста Егіна до напрямків по всьому острову, таких як Агія Марина.

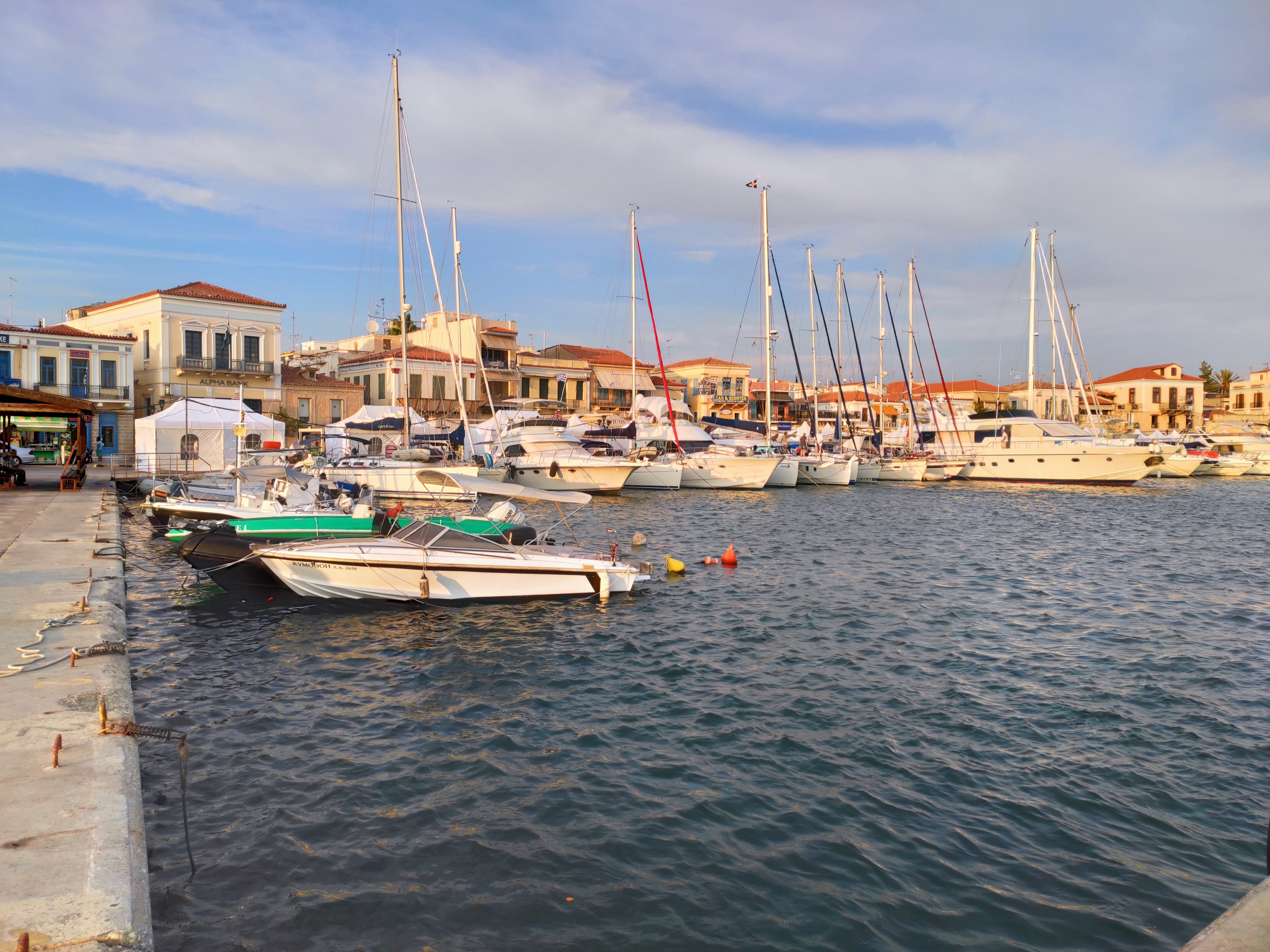
Порт Егіна

Aegina island panorama

## Населення
| Рік  | Власне Егіна | Муніципалітет |
| ---- | ------------ | ------------- |
| 1981 | 6 730        | 11 127        |
| 1991 | 6 373        | 11 639        |
| 2001 | 7 410        | 13 552        |

 станом на 2011 — 13 056 [Архівовано 28 грудня 2013 у Wayback Machine.]
 Муніципалітет підрозділяється на наступні п'ять населених пунктів (населення в 2011 році в дужках): 
- Егіна (7253)
- Кіпселі (2124)
- Месагрос (1361)
- Пердіка (823)
- Ваті (1495)

Столиця — місто Егіна, розташоване у північно-західному кінці острова. Через його близькість до Афін це популярне місце відпочинку в літні місяці, багато афінян, володіють будинком на острові.

## Клімат
Острів Егіна має жаркий напівпосушливий клімат (Класифікація кліматів Кеппена: «BSh») із середньою річною температурою близько 20,0°C і середньорічною кількістю опадів менше 340 мм. 

## Історія
Егіна, згідно з Геродотом, був колонією Епідавра, якому він спочатку підпорядковувався. Його розташування між Аттикою і Пелопонесом зробило його місцем торгівлі ще раніше, і його найдавніші мешканці нібито прибули з Малої Азії.

### Рання бронза
Найважливішим поселенням доби ранньої бронзи була Колонна, кам'яне укріплене місце. Основні зв'язки були з материковою Грецією, але були виявлені також впливи Кіклад і Криту.
Ще одне важливе родовище золотих і срібних прикрас доби ранньої бронзи було виявлено австрійськими археологами. Розкопки на цьому місці, проведені Paris Lodron Universität Salzburg, все ще тривають.

### Середня бронза
Мінойська кераміка була знайдена в контексті 2000 р. до н.е. Знаменитий Скарб Егіни, який зараз знаходиться в Британському музеї, за оцінками, датується між 1700 і 1500 роками до нашої ери.

### Пізня бронза
Знахідка на острові ряду золотих прикрас, що належать до останнього періоду мікенського мистецтва, свідчить про те, що мікенська культура існувала на Егіні протягом кількох поколінь після дорійського завоювання Аргоса і Лакедемон.
На горі Елланіо було знайдено мікенська стоянка, яка датується кінцем Пізньої бронзової доби.

### Залізна доба
Одним із найдавніших історичних фактів є участь острова  в Амфіктіонії або Лізі Калаурії, засвідчене приблизно у 8 столітті до нашої ери. Ця нібито релігійна ліга включала, окрім Егіни, Афіни, Мінійський (Беотійський) Орхомен, Трізин, Герміон, Нафпліон та Празія. Ймовірно, це була організація міст-держав, які ще були мікенськими, з метою придушення піратства в Егейському морі, яке почалося в результаті занепаду військово-морської переваги мікенських правителів.
Егіна, можливо, належала до Еретрійської ліги під час Лелантської війни; це, можливо, може пояснити війну з Самосом, основним членом суперника Халкідської ліги під час правління царя Амфікрата (Герод. III. 59), тобто не пізніше першої половина 7 століття до н.е.

#### Карбування монет і морська сила (7–5 ст. до н. е.)
Рання історія острова показує, що морське значення острова сягає до дорійців. Зазвичай стверджується за Ефором, що Фідон з Аргоса заснував монетний двір в Егіні, першому місті-державі, яке випустило монети в Європі, Егінетичний статер.
Один статер із печаткою (що має позначку якогось авторитету у вигляді малюнка чи слів) можна побачити в Національній бібліотеці у Парижі. Це статер з електруму, з малюнком черепахи, тварини, священної для Афродіти, вибитий на Егіні, датований 700 роком до нашої ери. Тому вважається, що егінці протягом 30 або 40 років після винаходу карбування монет у Малій Азії іонійським греками чи лідійцями (прибл. 630 до н.е.) ), можливо, були тими, хто ввів монети в Західний світ. Той факт, що егінетичний стандарт мір і ваги (розроблений у середині VII століття) був одним із двох загальновживаних стандартів у грецькому світі (інший — евбоїчно-аттичний), є достатнім доказом ранньої комерційної важливості острів. Егінетичний стандарт ваги приблизно 12,2 грама був широко поширений у грецькому світі протягом 7 століття до нашої ери. Егінетичний статер був розділений на дві драхми по 6,1 грама срібла. Статери із зображенням морської черепахи чеканилися до кінця V століття до нашої ери. Під час Першої Пелопоннеської війни, до 456 до н.е., її замінила сухопутна черепаха.
Під час морської експансії Егіни протягом Архаїчного періоду, Кідонія була ідеальною морською зупинкою для флоту Егіни на шляху до інших Середземноморських портів, контрольованих морем, що розвивало могутність влади Егіна. Протягом наступного століття Егіна була однією з трьох головних держав, що торгували на емпоріумі Навкратіса в Єгипті, і це була єдина грецька держава поблизу Європи, яка мала там частку. На початку 5-го століття до нашої ери острів був пунктом Понтійської торгівлі зерном, яка згодом стала монополією Афін.
На відміну від інших торговельних держав 7-го і 6-го століть до нашої ери, таких як Коринф, Халкіда, Еретрія і Мілет, Егіна не заснувала жодних колоній. Поселення, про які згадує Страбон (VIII, 376), не можна розглядати як реальні винятки з цього твердження.

#### Суперництво з Афінами (V ст. до н.е.)
Відома історія Егіни — це майже виключно історія її відносин із сусідньою державою Афіни, яка почала конкурувати з таласократією (морською силою) Егіни приблизно на початку 6 століття до нашої ери. Солон ухвалив закони, що обмежують егінську торгівлю в Аттиці. Легендарна історія цих стосунків, записана Геродотом (в. 79–89; v. 49–51, 73, 85–94), містить критичні проблеми певної складності та інтересу. Він простежує ворожнечу двох держав до суперечки про образи богинь Дамії та Авксесія, яких егінці вивезли з Епідавра, їх батьківської держави. 
Жителі Епідавру мали звичку робити щорічні підношення афінським божествам Афіні і Ерехтею в плату за афінське оливкове дерево, з якого були виготовлені статуї. Після відмови егінців продовжувати ці приношення, афіняни спробували винести ці фігури. Їхній задум був дивовижним чином зірваний (згідно з егінською версією, статуї впали на коліна), і лише один вижив і повернувся до Афін. Там він став жертвою люті вдів своїх товаришів, які проткнули його шпильками-брошками Пеплос. Геродот не вказав дат цій «старій ворожнечі»; такі письменники, як Дж. Б. Б'юрі і Р. В. Макан припускають період між Солоном і Пісістратом, прибл. 570 р. до н.е.. Цілком можливо, що весь епізод є міфічним. Критичний аналіз оповіді, здається, відкриває лише серію етіологічних традицій (пояснення культів і звичаїв), таких як колінопреклонна поза зображень Дамії та Авксесії, використання місцевого посуду замість афінського в їхніх поклоніння, а також про зміну жіночого одягу в Афінах від дорійського пеплоса до іонійського стилю хітон.

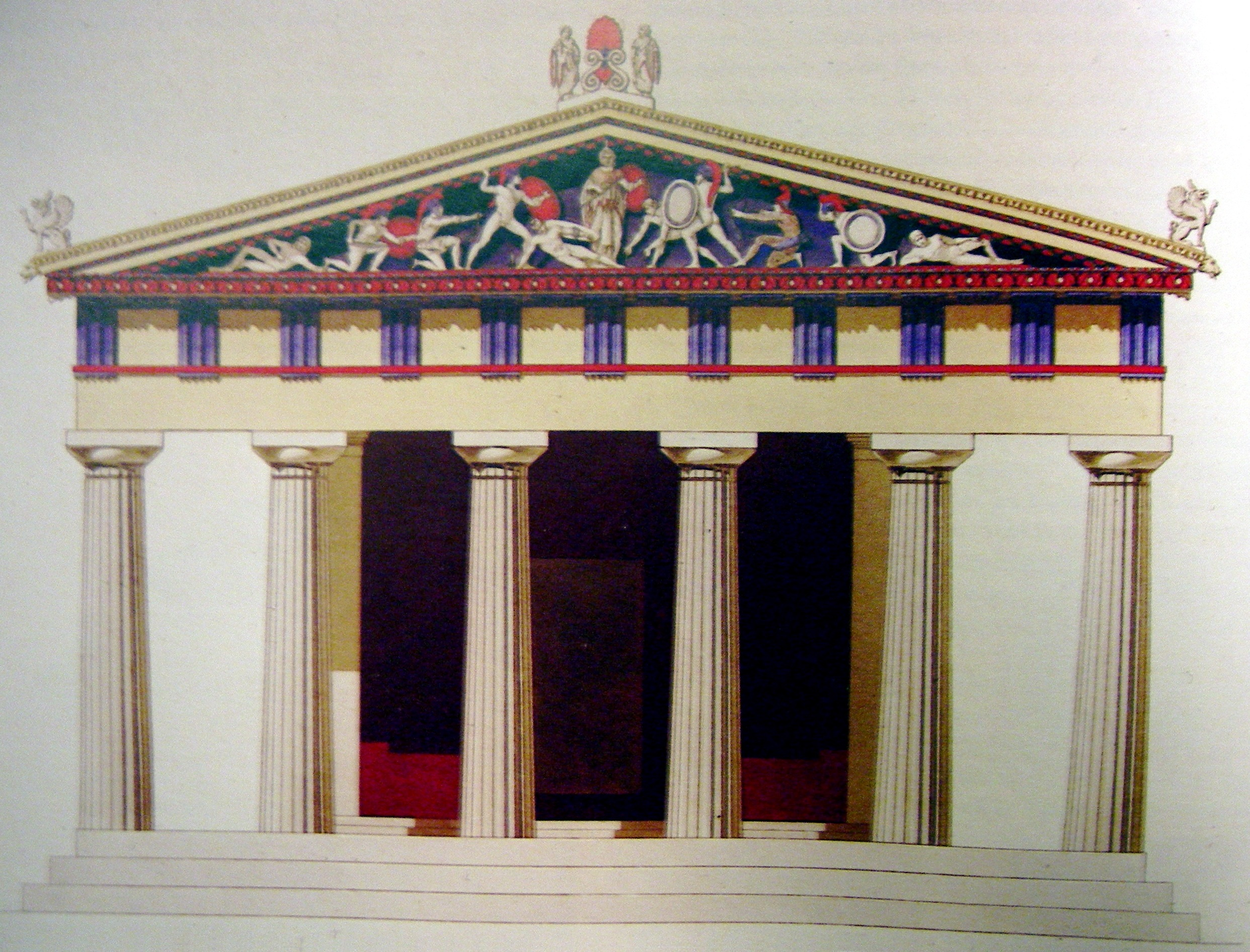
Кольорове зображення храму Афеї, священного для богині-матері, якій особливо поклонялися на Егіні.

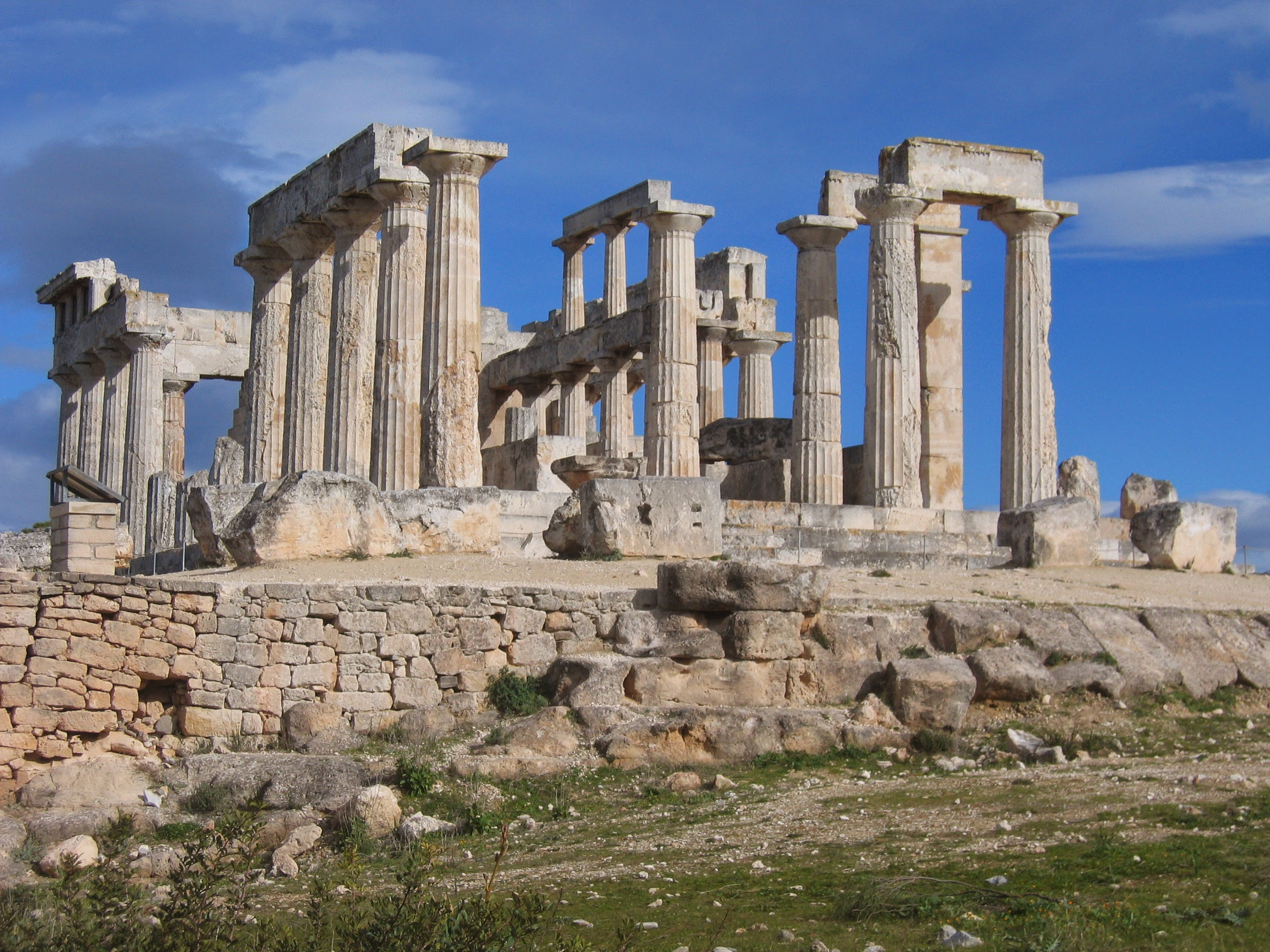
Храм Афеї (приблизно 490 р. до н. е.)

У перші роки V століття до нашої ери фіванці після поразки від Афін близько 507 до н.е. звернулися до Егіни по допомогу. Егінці спочатку задовольнилися надсиланням зображень Еака, божества-покровителя свого острова. Однак згодом вони уклали союз і спустошили узбережжя Аттики. Афіняни готувалися до репресій, незважаючи на пораду Дельфійського оракула, щоб вони утрималися від нападу на Егіну протягом тридцяти років, а тим часом задовольнялися тим, що присвятили ділянку Еаку, коли їхні проєкти були перервані інтригами Спарти, згідно Гіппія.
У 491 до н.е. Егіна була однією з держав, які дали символи підкорення («земля і вода») Персії Ахеменідів. Афіни негайно звернулися до Спарти з проханням покарати цей акт мідізму, і Клеомен I, один із спартанських царів, переправився на острів, щоб заарештувати тих, хто відповідальний за це. Його спроба спочатку була невдалою; але після усунення Демарата він відвідав острів вдруге у супроводі свого нового колеги Леотіхіда, схопив десять провідних громадян і залишив їх в Афінах як заручників.
Після смерті Клеомена та відмови афінян повернути Леотіхіду заручників, егінці помстилися, захопивши кількох афінян на святі в Суніоні. Після цього афіняни узгодили змову з Нікодромом, лідером демократичної партії на острові, для зради Егіни. Він мав заволодіти старим містом, і вони того ж дня мали прибути йому на допомогу з сімдесятьма суднами. Змова провалилася через пізнє прибуття афінських військ, коли Нікодром уже втік з острова. Послідувала битва, в якій егінці зазнали поразки. Однак згодом їм вдалося здобути перемогу над афінським флотом.
Усі події, що відбулися після звернення Афін до Спарти, Геродот прямо відносить до інтервалу між відправленням вісників у 491 до н.е. і вторгненням Датіса і Артаферна у 490 до н.е. (Ірод 49 з 94).
З цією історією є труднощі, основні з яких:
- Геродот ніде не стверджує та не має на увазі, що мир було укладено між двома державами до 481 до н.е., а також не розрізняє різні війни протягом цього періоду. З цього випливає, що війна тривала незабаром після 507 до н.е. до конгресу на Коринфському перешийку в 481 до н.е.
- Деталі надано лише для двох років (491 і 490 до н. е.) із двадцяти п’яти. Тим більше примітно, що в період між битвами при Марафон і  при Саламін не зафіксовано жодних інцидентів, оскільки під час Істмійського конгресу війна була описана як найважливіша з тих, які тоді велися в Греції.[20]
- Малоймовірно, що Афіни послали б двадцять кораблів на допомогу іонійцям у 499 до н.е., якби на той час вони були у стані війни з Егіною.
- Існує випадкова вказівка часу, яка вказує на період після Марафону як справжню дату для подій, які Геродот відносить до року перед Марафоном, а саме тридцять років, які мали пройти між освяченням району Еаку та остаточною перемогою Афін.[21] Оскільки остаточна перемога Афін над Егіною відбулася в 458 до н.е., тридцять років оракула перенесуть нас назад до 488 до н.е. як дати освячення району та початку військових дій. Цей висновок підтверджується датою будівництва 200 трієр «для війни проти Егіни» за порадою Фемістокла, яка вказана в «Конституції Афін» як 483–482 до н.е.[22]

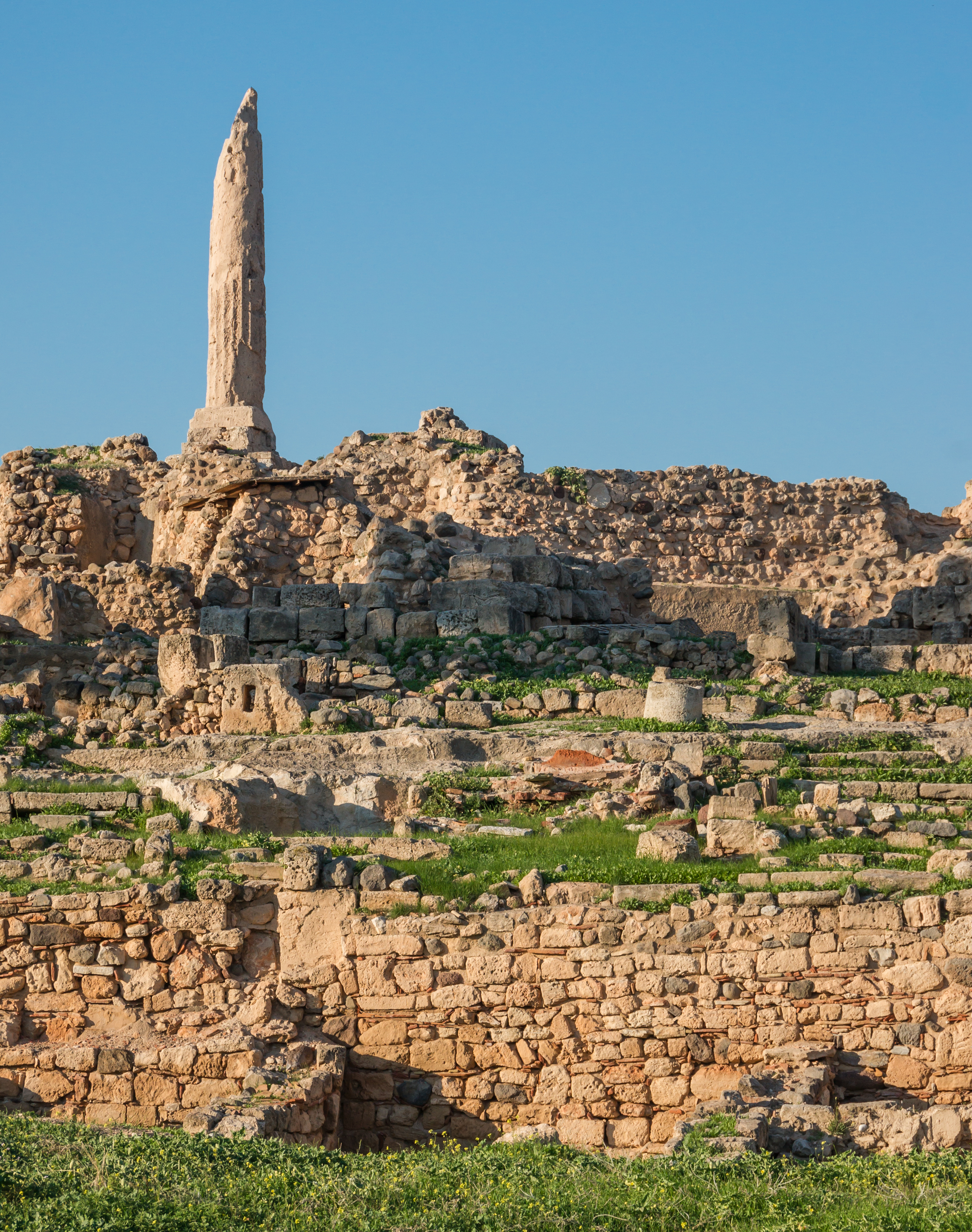
Руїни храму Аполлона.

Таким чином, ймовірно, що Геродот помиляється, відносячи початок військових дій до союзу між Фівами та Егіною (прибл. 507 р. до н. е.), а також стверджуючи, що епізод з Нікодромом стався до битви при Марафоні.
Фіви, безсумнівно, намагалися укласти союз з Егіною прибл. 507 р. до н.е., але вони ні до чого не привели. Відмова Егіни була під дипломатичним виглядом «відправлення Еакід». Справжнім приводом для початку війни стала відмова Афін відпустити заручників через двадцять років. Була лише одна війна, і вона тривала з 488 по 481 до нашої ери. Те, що Афінам у цій війні довелося найгірше. Після першого успіху Геродот не міг записати афінських перемог, і той факт, що Фемістокл зміг виконати його пропозицію присвятити надлишок коштів держави на будівництво такого великого флоту, здається, означає, що самі афіняни були переконані, що були потрібні величезні зусилля.
На підтвердження цієї думки можна зазначити, що морське панування на Егіні стародавні автори хронології відносять саме до цього періоду, тобто до 490–480 років до нашої ери.

## Пам'ятки
На Егіні знайдено чимало скульптурних пам'яток; найважливіші з них — скульптури фронтону храму Афаї, які зображували епізоди Троянської війни.
Однією з визначних пам'яток острова є монастир Святої Трійці — святого Нектарія. Монастир був побудований Нектарієм в 1906—1908 роках і став найбільшою спорудою ХХ століття в Греції. Спочатку монастир носив ім'я Святої Трійці, проте після смерті Нектарія монастирю присвоїли його ім'я. Нектарій став першим святим, канонізованим грецької православної церквою в наш час.
Помер Нектарій 8 листопада 1920 року, а 9 листопада в монастирі відзначається свято, на який збираються безліч паломників. У Греції Нектарій вважається православним чудотворцем — багато храмів Греції присвячені йому.